# はるひ野駅
はるひ野駅（はるひのえき）は、神奈川県川崎市麻生区はるひ野5丁目にある、小田急電鉄多摩線の駅であり、川崎市最西端の駅である。駅番号はOT 04。

## 概要
はるひ野地区での新興住宅地開発に伴い、2004年（平成16年）に多摩線に新設された駅である。
ユニバーサルデザインに配慮した設計や、風力・太陽光ハイブリッド発電設備が開設時より導入されていたことが特筆される。両ホームを連絡する跨線橋が1つの大きな屋根で覆われていることが外観上の特徴で、2005年（平成17年）の鉄道建築協会賞に入選している。

### 駅名の由来
都市基盤整備公団（2004年（平成16年）7月に都市再生機構に改組）開発の分譲地名称が「くろかわはるひ野」であることによる。「黒川」を駅名に入れる案が地元にはあったが、類似駅名は利用者が混乱するとの理由で「はるひ野」とされた。2006年（平成18年）3月13日には住居表示が施行され、都市再生機構開発地域の町名が黒川からはるひ野へ改められた。2009年（平成21年）時点では、小田急の駅で唯一平仮名が入る駅名である。
「はるひ野」の地名自体は、2001年（平成13年）4月に開催された地権者と都市基盤整備公団との協議で「はるひ野」・「みずき野」・「万葉の丘」の3案から、独自性を主眼に選ばれた。「はるひ野」は「はる」に新しい街の成長への期待、「ひ」は概ね東向きの斜面に開発された土地であることから温かさを、「野」は広がりを表すものとされている。独自性を維持するため、「はるひ野」は都市再生機構が商標登録していた。なお、2021年時点で特許庁の「特許情報プラットホーム」では「はるひ野」の商標登録が確認出来ないため、初回商標登録から10年目の更新が行われず、2014年（平成26年）12月24日で失効したと思われる。

## 歴史
多摩線建設時には既に当駅周辺の開発計画が存在し、小田急・京王が沿線開発目的で用地取得を行っていたが、地権者の合意が得られずに開発計画が難航し、1977年（昭和52年）に両社とも開発計画を中止した。現在の当駅の位置は、多摩線計画時にも駅の設置場所候補の1つであったとされる。
翌1978年（昭和53年）より住宅・都市整備公団（当時、現・都市再生機構）主導による開発構想が再開されたが、当地が三沢川の水源林であったことから自然保護を訴える反対運動が起こり、1982年の計画策定から事業決定までに7年を要した。1991年（平成3年）3月に当駅周辺開発計画が認可され、翌1992年（平成4年）に着工した。
数次に渡る計画変更を行いながら周辺開発が進捗する中で、2000年（平成12年）12月頃に小田急が駅の建設計画を表明した。なお、はるひ野開発の正史ともいえる『はるひ野開発と地域の記録』 p33には「都市機構を含め川崎市も地元地権者も（駅建設を）予想していなかった」との記述があり、都市機構や地権者の依頼によらず小田急が独自に新駅を建設したことが窺えるが、小田急の認可申請時の報道発表資料には「都市基盤整備公団から新駅設置依頼を受けてから協議を重ねた」旨の記載があり、駅設置に至る経緯には2説あることになる。
その後に地元説明会などを経て、2003年（平成15年）2月に駅設置の認可が申請（実際には小田急電鉄の事業基本計画変更認可申請）され、2003年（平成15年）11月に着工した。小田急設計コンサルタント、篠田義男建築研究所の設計により小田急建設が施工、総工費約25億円を掛け、面積5,300平方メートルの駅が現在地に建設され、2004年（平成16年）12月11日に小田急70番目の駅として開業した。
駅の場所は黒川特定土地区画整理事業地内の中央部で、2006年（平成18年）に「はるひ野」の町名で住居表示が実施された。『はるひ野開発と地域の記録』 p29に掲載の初期の土地利用計画図、『はるひ野開発と地域の記録』 p33掲載の最終的な土地利用計画図の双方で、線路沿いに車両が乗り入れ出来る駅前広場を確保出来る場所は実際に駅が建設された場所しかない上に、小田急永山寄り北側の京王相模原線と小田急多摩線に挟まれた土地は三沢川支流の水源地帯として保全されることになった（『はるひ野開発と地域の記録』 p35）ため、駅が建設できる場所は現位置しかなかったことが分かる。
都市再生機構、川崎市などの覚書では駅前広場を建設することになっていたが、開業時には都市計画が決定しておらず、都市計画決定を経て駅開業から4年弱たった2008年（平成20年）11月に南口に駅前広場が完成している。
駅前広場整備構想時に、周辺バス事業者にはるひ野駅への乗入予定がなかったことから、駅前広場の設計には大型バス乗入が考慮されていない。このため小田急バスの一般路線バスは「はるひ野駅入口」停留所を発着している。
2011年（平成23年）3月31日より、稲城市コミュニティバス「iバス」の小型バス（日野・リエッセ）が、南口駅前広場への乗入を開始した。

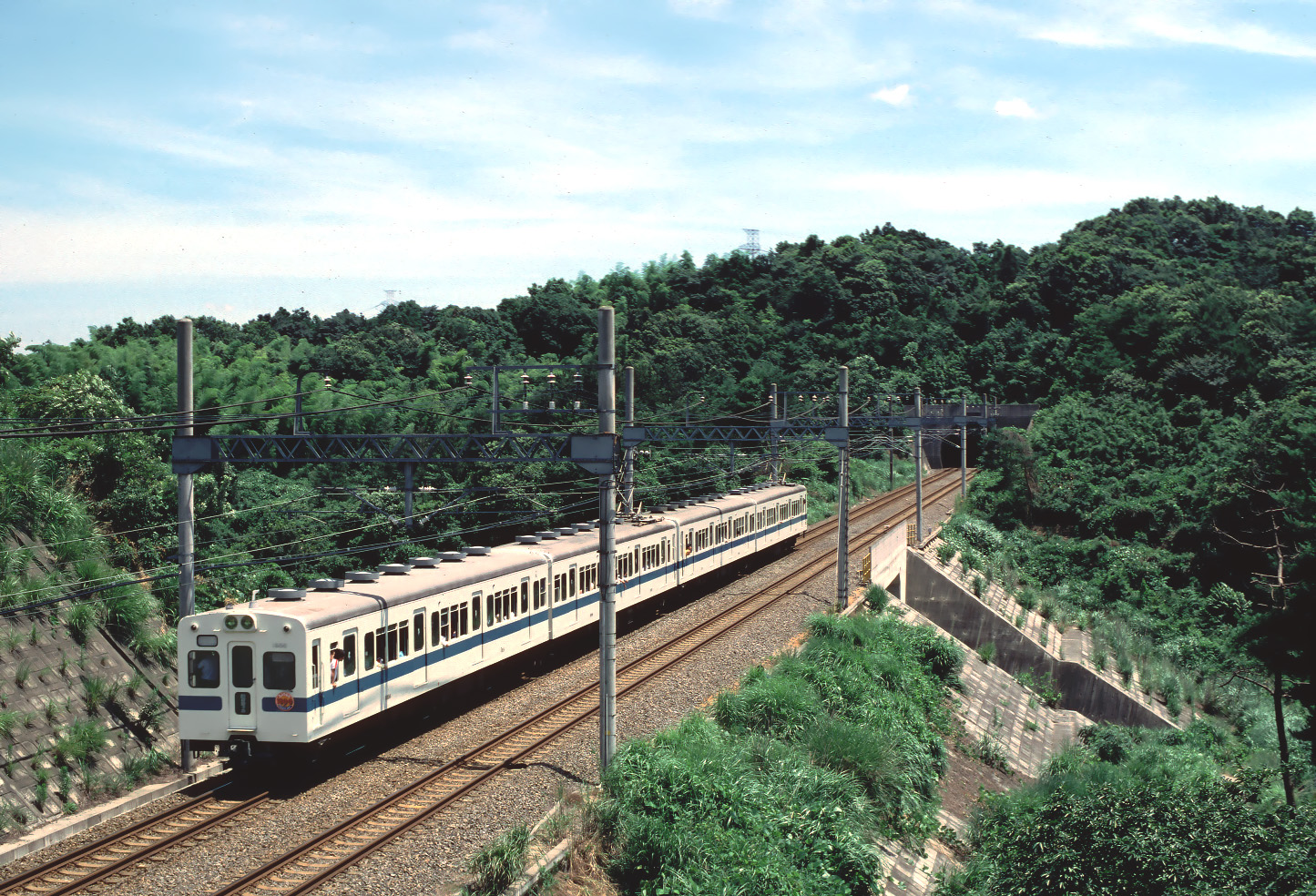
のちにはるひ野駅が建設される地点を走る1800形さよなら列車（1981年7月）
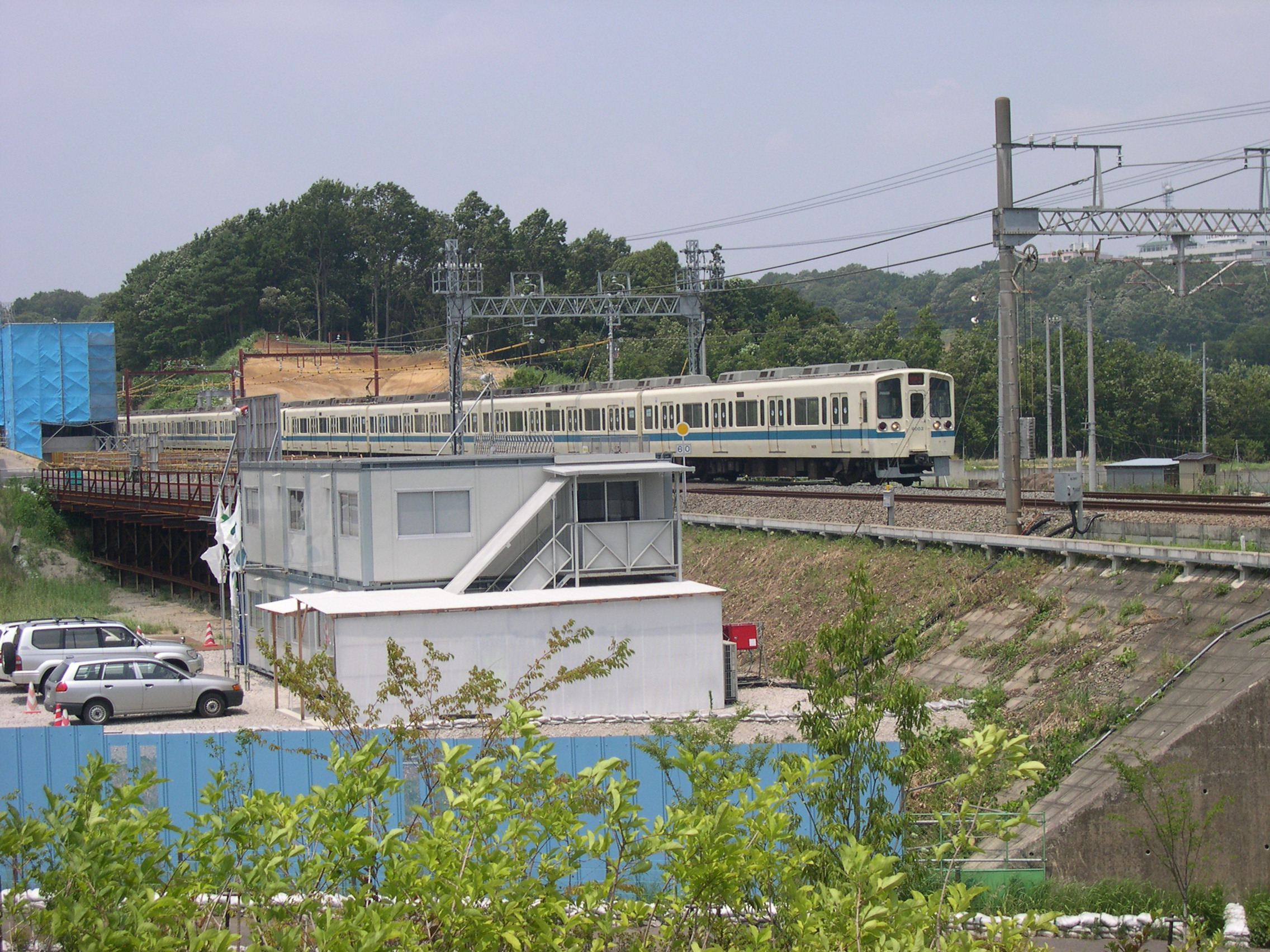
建設工事中のはるひ野駅（2004年7月）
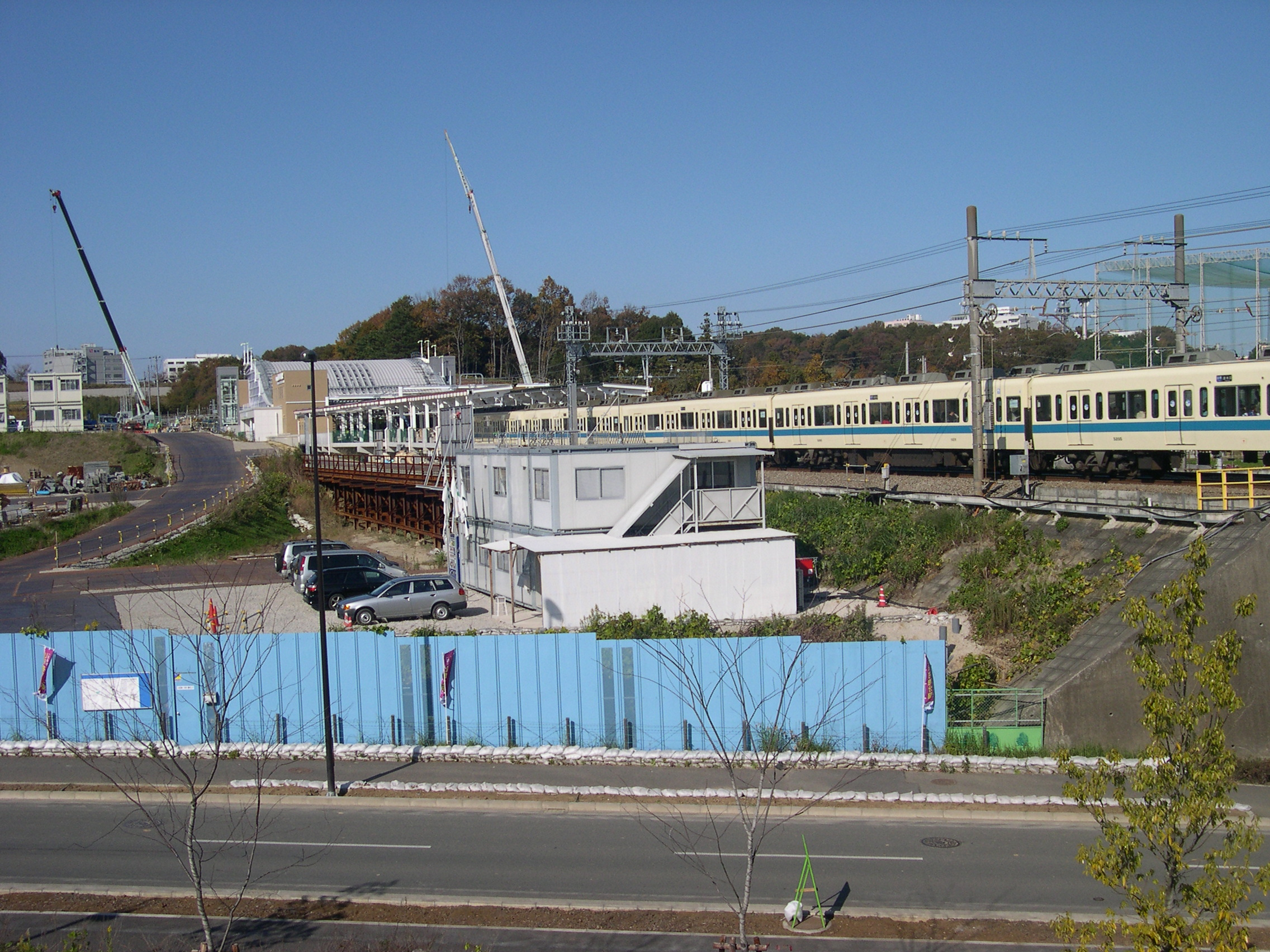
開業2週間前（2004年11月）
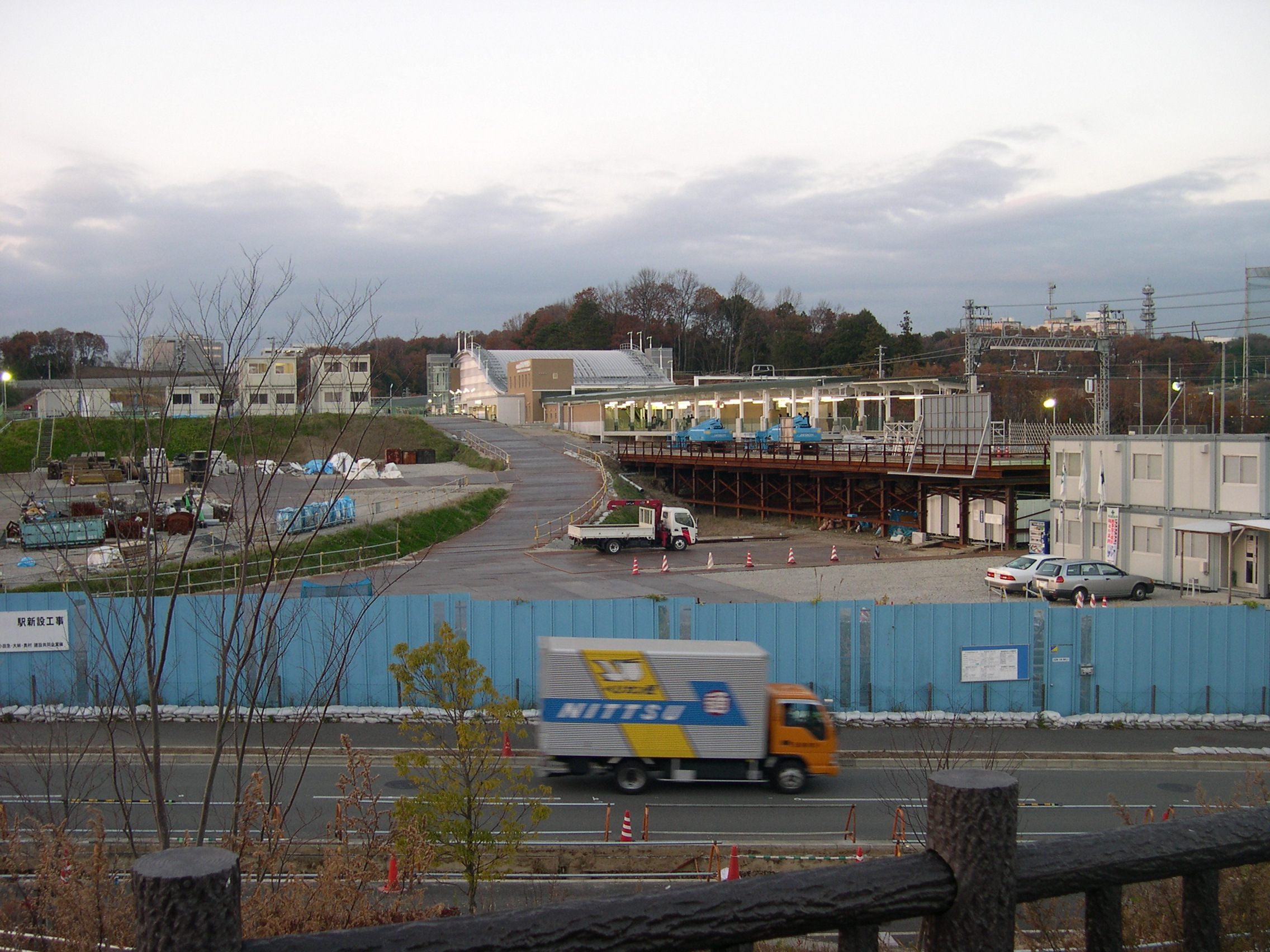
開業日（2004年12月）
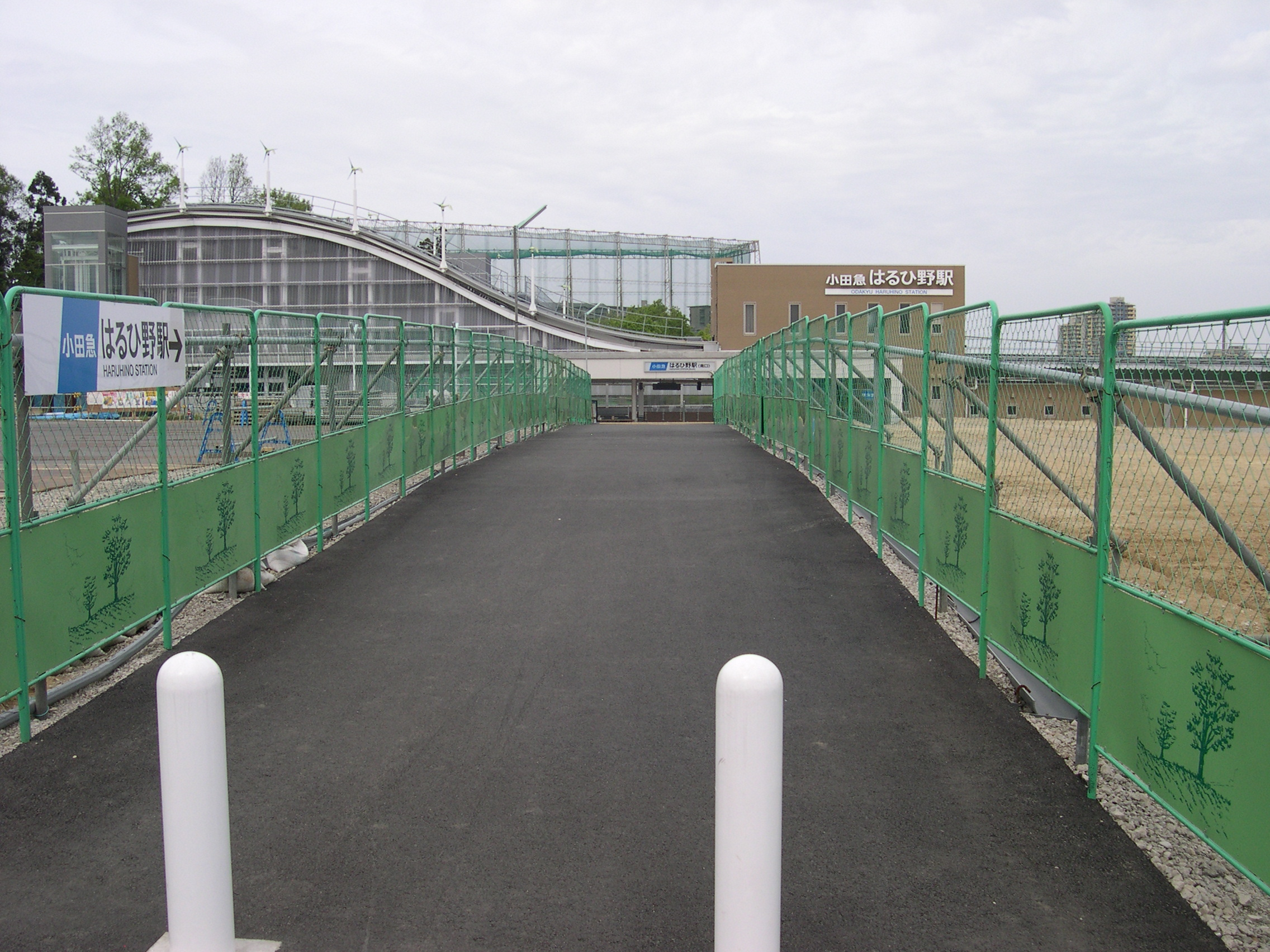
南口駅前広場着工前（2005年5月）
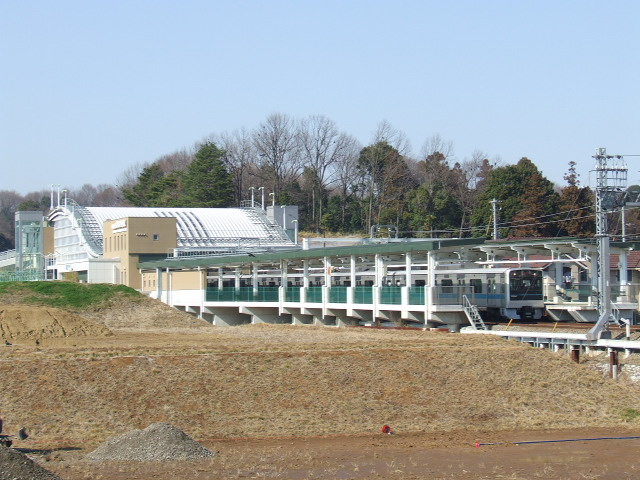
駅全景。屋根の上に風力発電機が設置されている。2012年に手前の空き地にマンションが建設された（2007年2月21日）
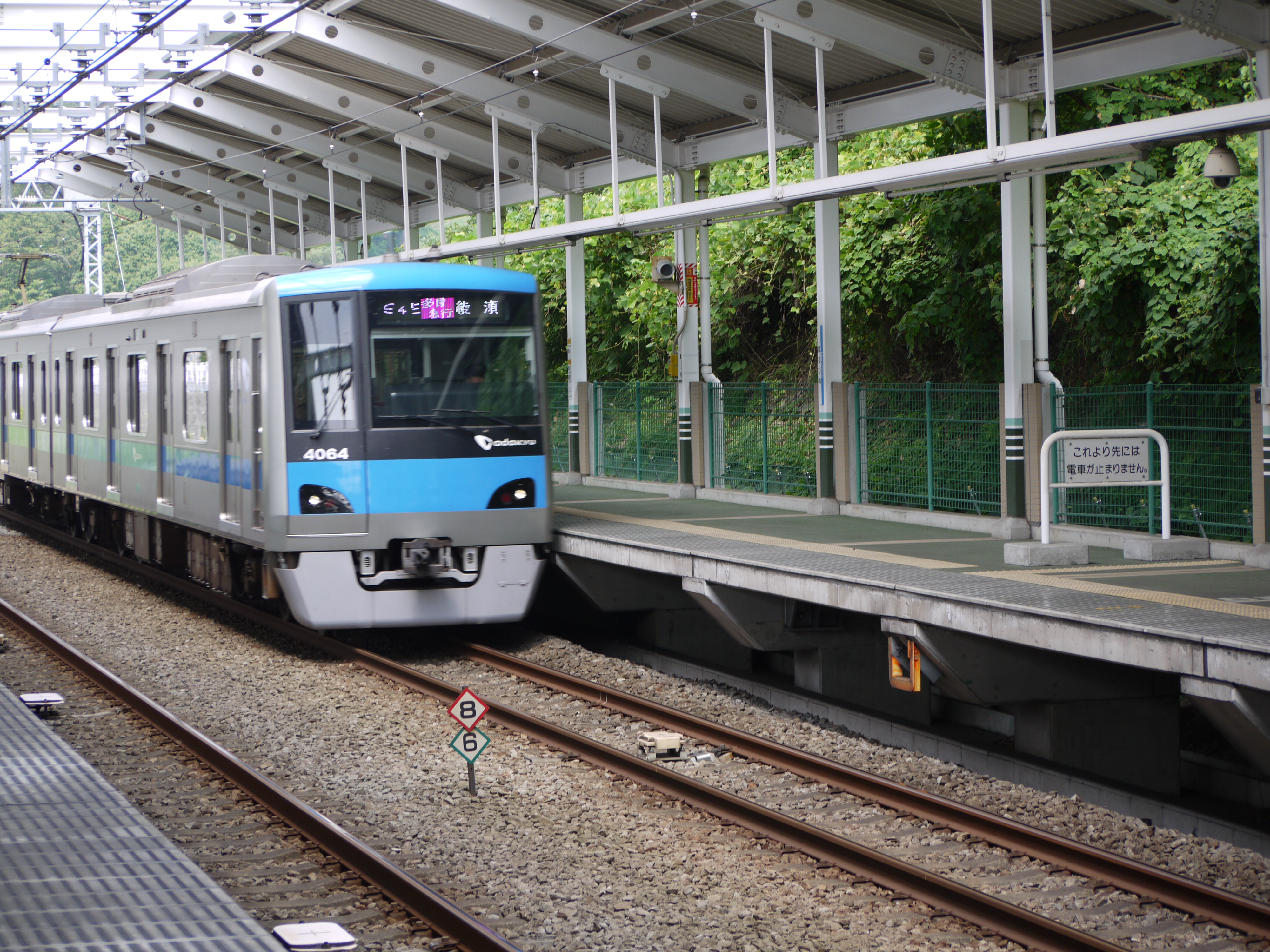
ホーム上に設置されていた柵（2012年9月）

### 年表
- 1974年（昭和49年）6月1日：小田急多摩線開通[25]
- 2000年（平成12年）12月頃：小田急が新駅を計画[16]
- 2002年（平成14年）9月：新駅設置の説明会[19]
- 2003年（平成15年）
  - 2月14日：小田急が国交省に新駅認可申請[19]
  - 11月：着工[16]
- 2004年（平成16年）
  - 12月7日：開設[16]
  - 12月11日：開業[4][20]。また、区間準急設定、停車駅となる[26]。
- 2008年（平成20年）11月：南口駅前広場完成[21][27][22]
- 2011年（平成23年）3月31日：稲城市コミュニティバス「iバス」が南口へ乗入開始[24]
- 2014年（平成26年）3月15日：ダイヤ改正に伴い、準急停車駅となる[28][29]。なお、この改正で設定された多摩線準急は平日朝下り1本のみである。
- 2018年（平成30年）3月17日：ダイヤ改正に伴い、準急廃止。各停のみの停車となる[30]。
- 2025年（令和7年）3月15日：ダイヤ改正に伴い、急行停車駅となる[31]。また、東京メトロ千代田線直通列車の停車が復活[31]。

## 駅構造

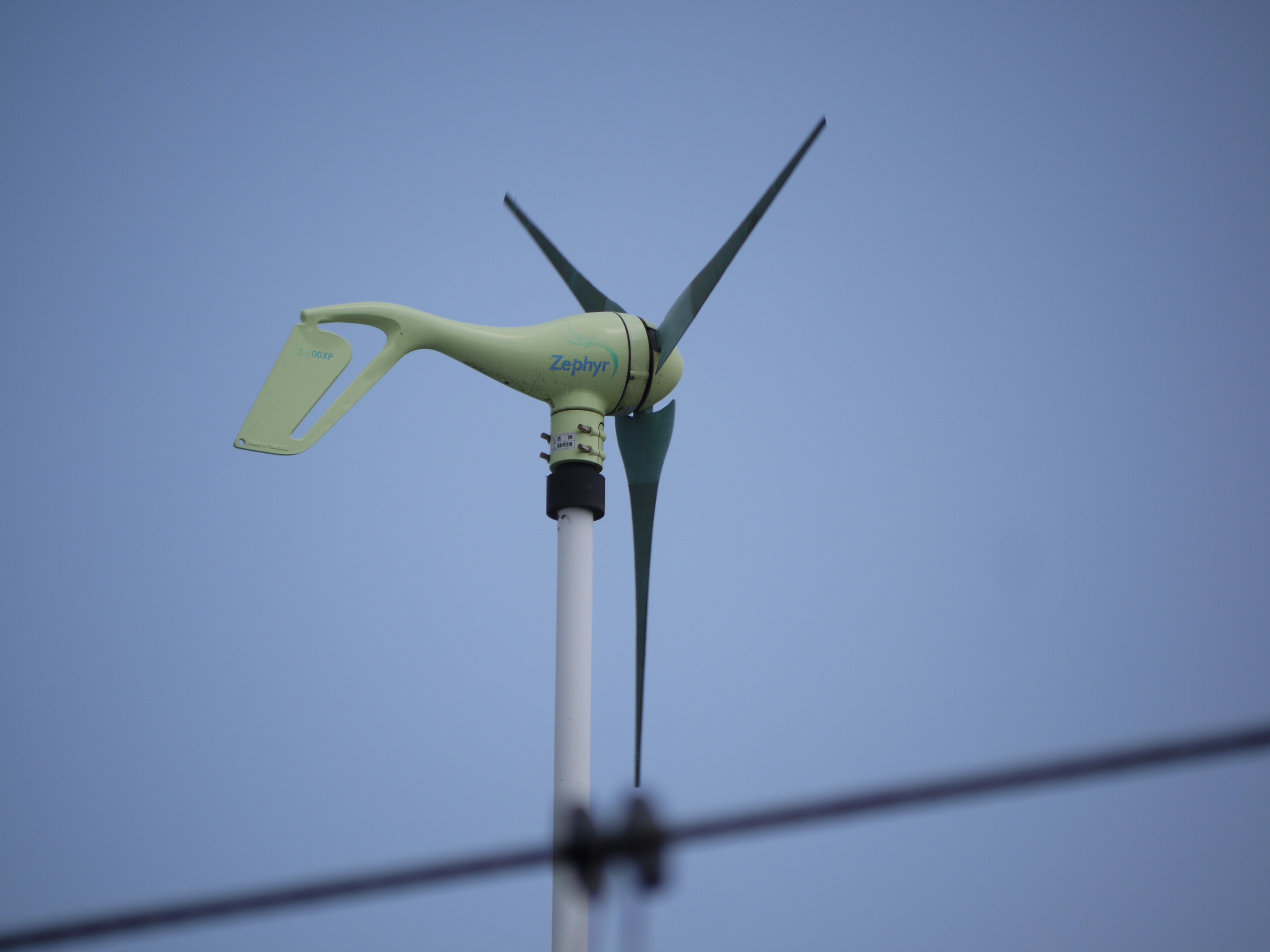
屋根上に設置された小型風力発電機

10両編成対応の相対式ホーム2面2線を有する地上駅（当駅が建設された2004年（平成16年）の日本国内の新設駅としては珍しい）。両ホームを連絡する跨線橋が通風、採光に配慮し、街のシンボルとなることを意図した1つの大屋根で覆われていることが外観上の特徴である。改札口は北口と南口の2ヶ所、北口は新百合ヶ丘方面ホーム（以下、上りホーム）から数段階段を降りた所に、南口は唐木田方面ホーム（以下、下りホーム）と同一面に設けられている。駅務室は南口に設けられており、駅員は南口にのみ配置される。駅員が配置される時間帯は7時30分から11時と13時から終電までで、それ以外の時間帯は無人となる
なお、多摩線では当駅を除く全駅が橋上駅または高架駅で、当駅が着工された2003年時点では全駅が改札口は1箇所のみだった。小田急多摩センター駅の東口改札口設置が2004年11月、新百合ヶ丘駅の中央東改札口設置は2008年3月であったが、当駅のみ開業時から2か所の改札口を備えていた。
定格出力400kWの風力発電機10基とこれを補完する定格出力136kWの太陽電池8基とで構成されるハイブリッド型発電システムを日本で初めて導入し、駅設備の電力の一部をまかなっているほか、上りホーム上屋の一部が緑化されている。両ホームと跨線橋を結ぶエスカレーターとエレベーターが設置され、上りホームのエレベーターは北口とも結ばれている。下りホームには車椅子やオストメイト対応の個室トイレが設置され、上りホームにも通常のトイレがある。上りホームには冷暖房装備の待合室が設けられている。2010年度（平成22年度）には行先案内表示器が設置された。当駅は2005年の鉄道建築協会賞に入選している。

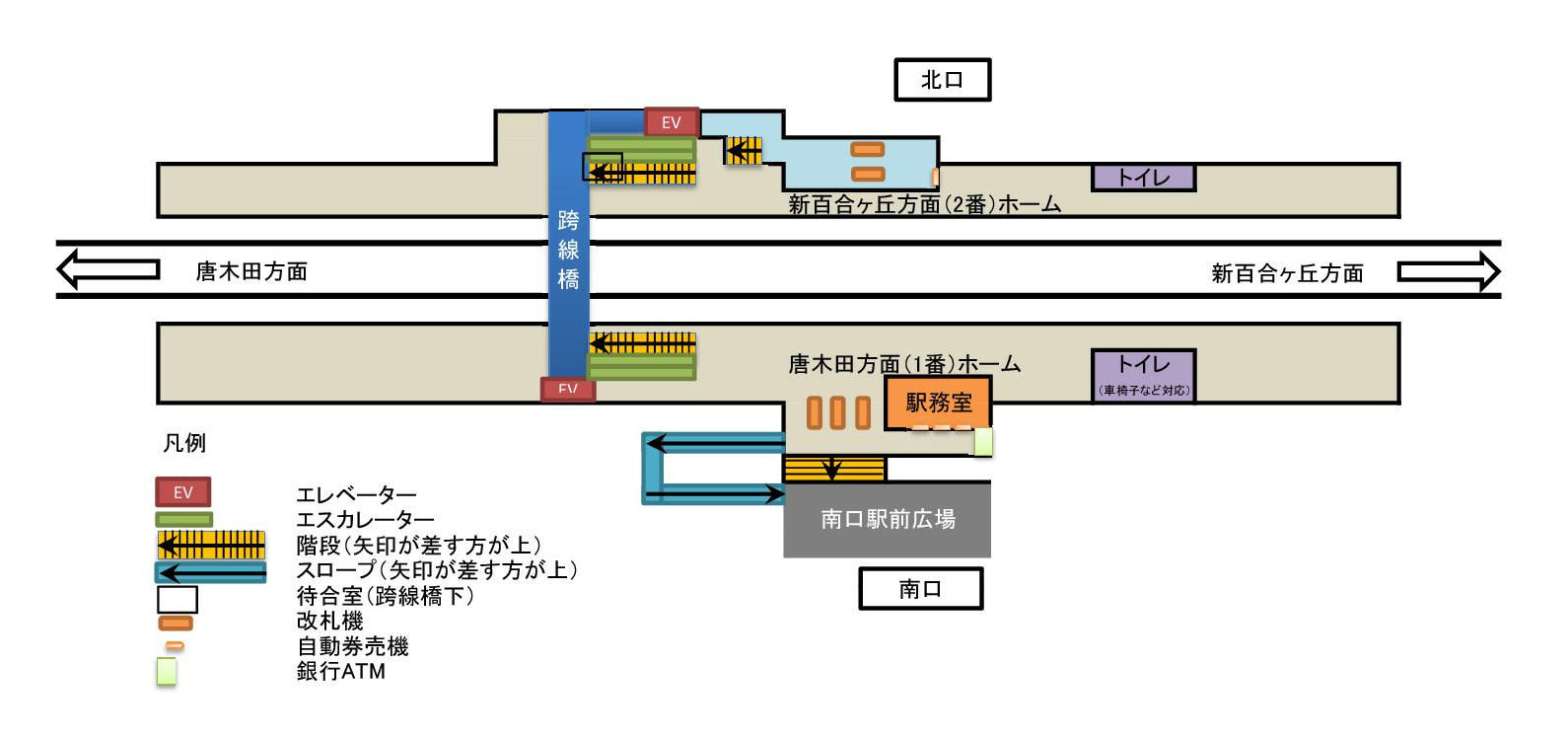
はるひ野駅構内略図

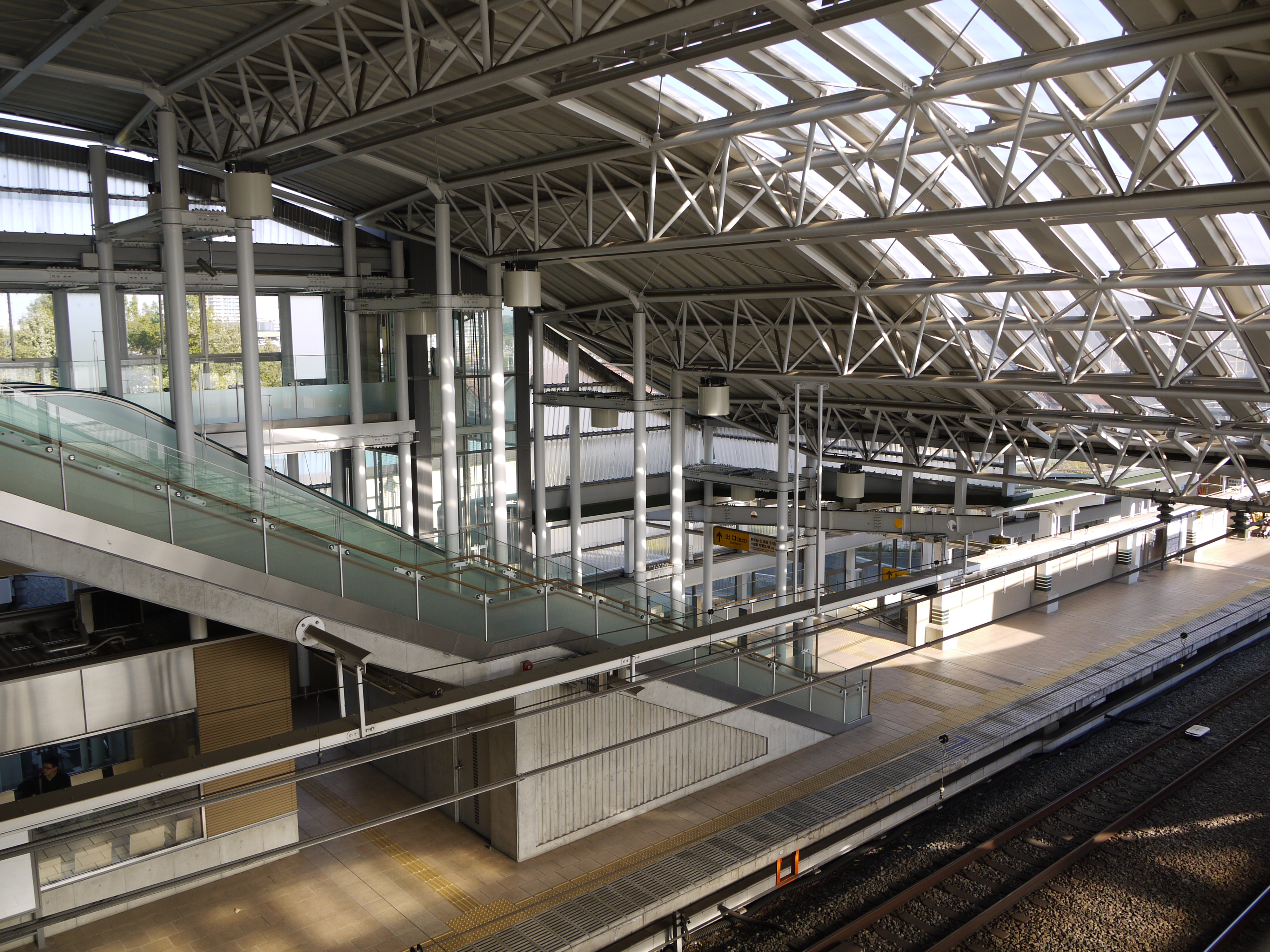
大屋根に覆われた跨線橋（2012年11月1日）
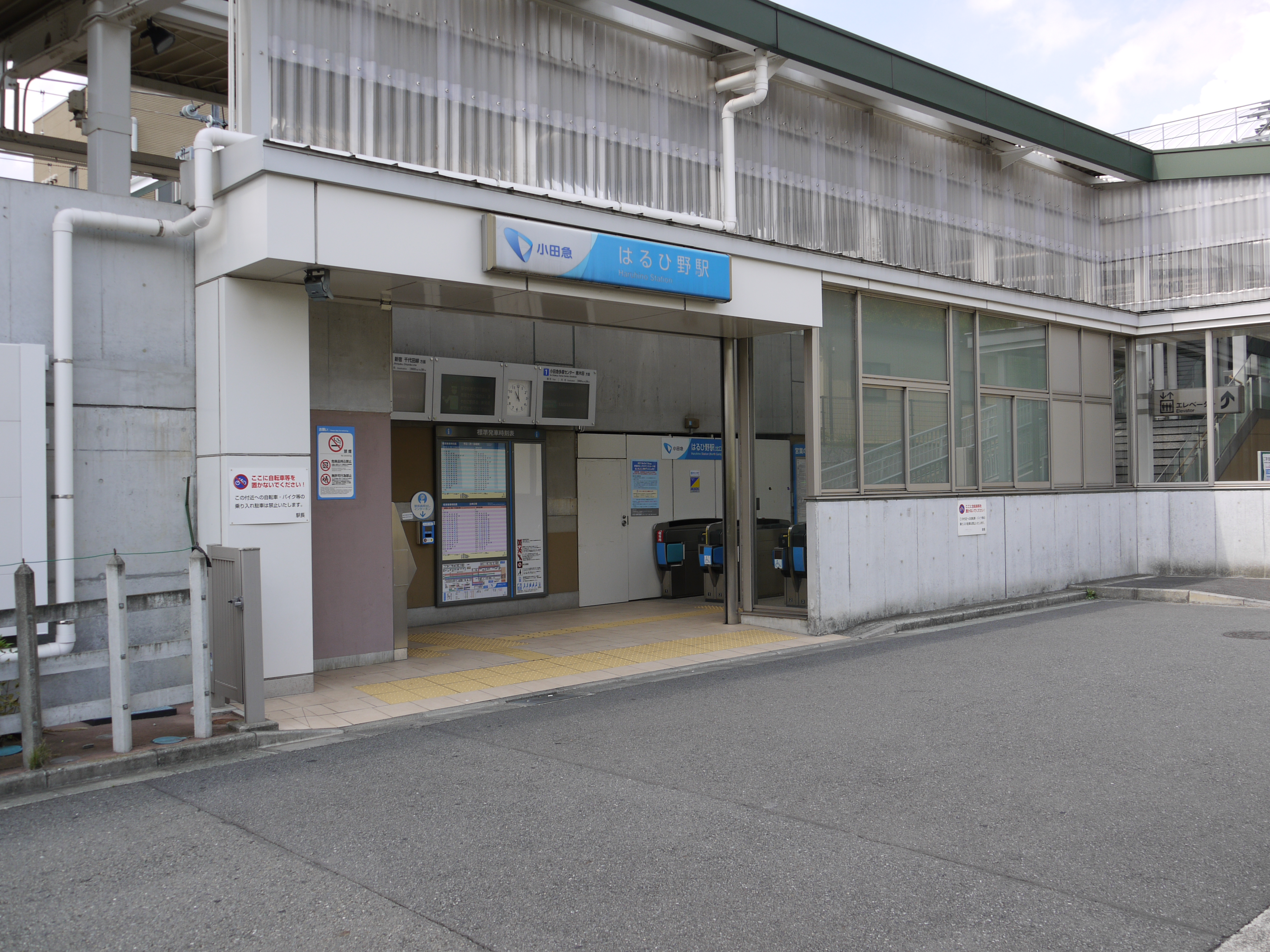
北口（2012年9月8日）
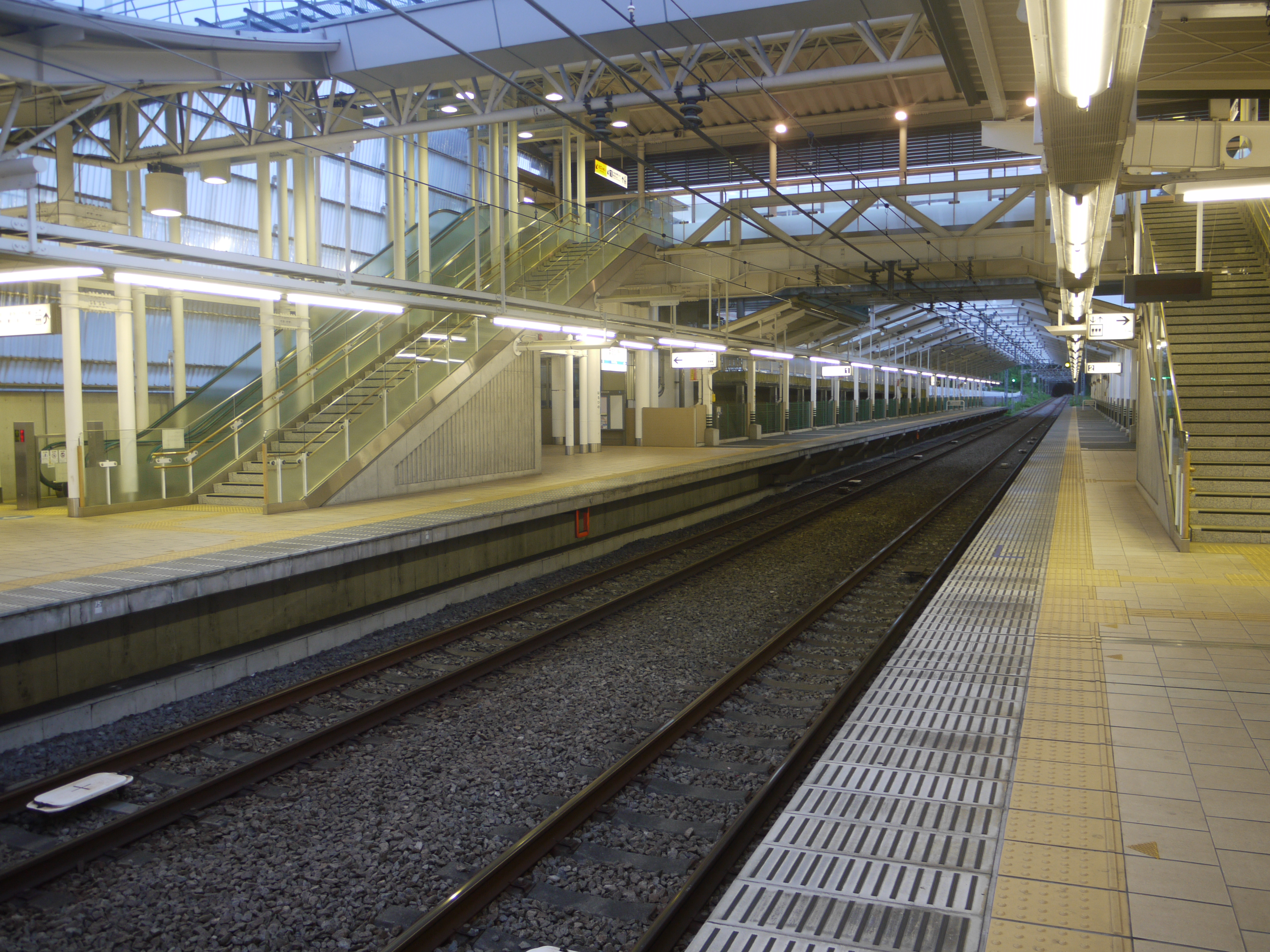
ホーム（2012年8月）
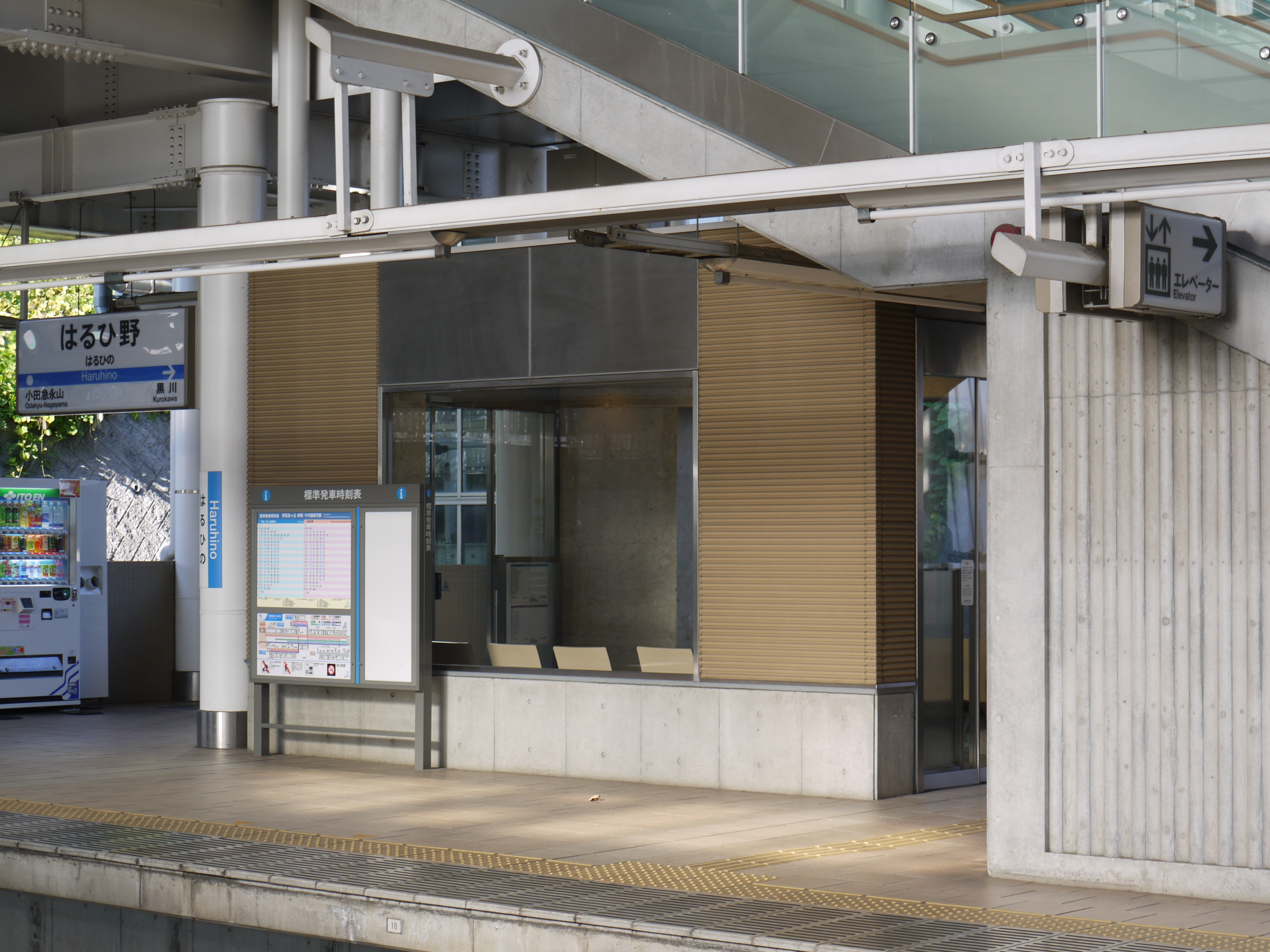
上りホーム上の待合室（2012年11月）
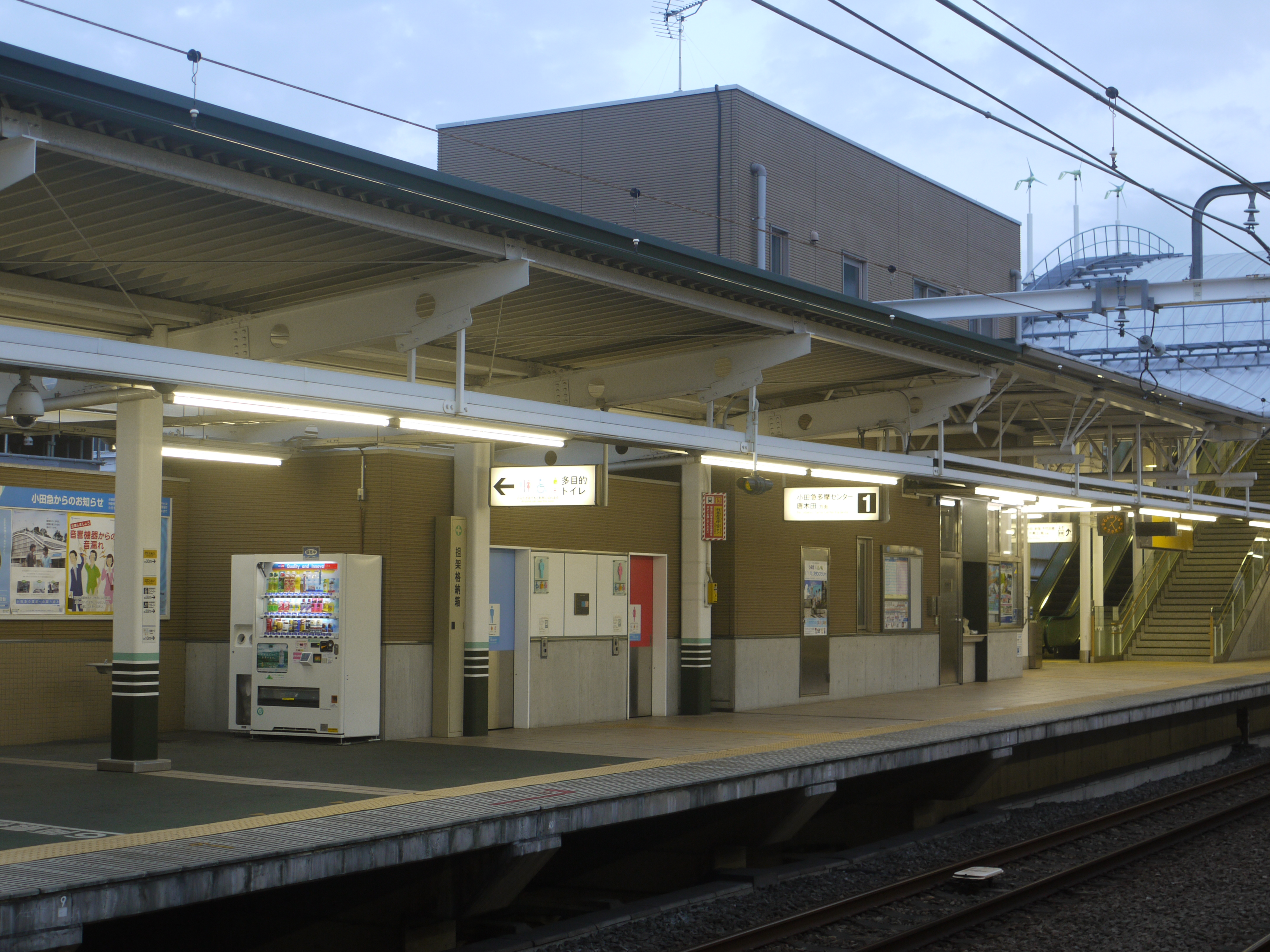
ホーム側から見た駅務室（2012年8月）

### のりば
| ホーム | 路線   | 方向 | 行先                            |
| ------ | ------ | ---- | ------------------------------- |
| 1      | 多摩線 | 下り | 唐木田方面                      |
| 2      | 多摩線 | 上り | 新百合ヶ丘・新宿・ 千代田線方面 |

- 2025年3月改正以降、日中時間帯は急行が10分間隔で毎時6本発着する。(新宿駅発着・千代田線直通どちらも20分間隔で毎時3本ずつ)

## 利用状況
2024年度（令和6年度）の1日平均乗降人員は9,763人である。小田急線70駅中61位である。
近年の1日平均乗降・乗車人員の推移は以下の通り。
| 年度               | 1日平均 乗降人員 | 増加率 | 出典                  |
| ------------------ | ---------------- | ------ | --------------------- |
| 2004年（平成16年） | 1,219            |        | [ 乗降人員データ 1 ]  |
| 2005年（平成17年） | 2,461            | 101.9% | [ 乗降人員データ 2 ]  |
| 2006年（平成18年） | 3,461            | 40.6%  | [ 乗降人員データ 3 ]  |
| 2007年（平成19年） | 4,589            | 32.6%  | [ 乗降人員データ 4 ]  |
| 2008年（平成20年） | 5,771            | 25.8%  | [ 乗降人員データ 5 ]  |
| 2009年（平成21年） | 6,384            | 10.6%  | [ 乗降人員データ 6 ]  |
| 2010年（平成22年） | 6,784            | 6.3%   | [ 乗降人員データ 7 ]  |
| 2011年（平成23年） | 7,186            | 5.9%   | [ 乗降人員データ 8 ]  |
| 2012年（平成24年） | 8,067            | 12.3%  | [ 乗降人員データ 9 ]  |
| 2013年（平成25年） | 8,855            | 9.8%   | [ 乗降人員データ 10 ] |
| 2014年（平成26年） | 9,031            | 2.0%   | [ 乗降人員データ 11 ] |
| 2015年（平成27年） | 9,325            | 3.3%   | [ 乗降人員データ 12 ] |
| 2016年（平成28年） | 9,628            | 3.2%   | [ 乗降人員データ 13 ] |
| 2017年（平成29年） | 9,865            | 2.5%   | [ 乗降人員データ 14 ] |
| 2018年（平成30年） | 10,068           | 2.1%   | [ 乗降人員データ 15 ] |
| 2019年（令和元年） | 10,048           | −0.2%  | [ 乗降人員データ 16 ] |
| 2020年（令和02年） | 7,423            | −26.1% |                       |
| 2021年（令和03年） | 8,148            | 9.8%   |                       |
| 2022年（令和04年） | 9,001            | 10.5%  |                       |
| 2023年（令和05年） | 9,468            | 5.2%   |                       |
| 2024年（令和06年） | 9,763            | 3.1%   |                       |

| 年次               | 1日平均 乗車人員 | 出典                 |
| ------------------ | ---------------- | -------------------- |
| 2004年（平成16年） | 627              | [ 乗車人員データ 1 ] |
| 2005年（平成17年） | 1,002            | [ 乗車人員データ 1 ] |
| 2006年（平成18年） | 1,600            | [ 乗車人員データ 1 ] |
| 2007年（平成19年） | 2,159            | [ 乗車人員データ 1 ] |
| 2008年（平成20年） | 2,749            | [ 乗車人員データ 2 ] |
| 2009年（平成21年） | 3,123            | [ 乗車人員データ 2 ] |
| 2010年（平成22年） | 3,373            | [ 乗車人員データ 2 ] |
| 2011年（平成23年） | 3,521            | [ 乗車人員データ 2 ] |
| 2012年（平成24年） | 3,953            | [ 乗車人員データ 3 ] |
| 2013年（平成25年） | 4,301            | [ 乗車人員データ 4 ] |
| 2014年（平成26年） | 4,571            | [ 乗車人員データ 4 ] |
| 2015年（平成27年） | 4,654            | [ 乗車人員データ 5 ] |
| 2016年（平成28年） | 4,784            | [ 乗車人員データ 5 ] |
| 2017年（平成29年） | 4,915            | [ 乗車人員データ 5 ] |
| 2018年（平成30年） | 5,034            | [ 乗車人員データ 5 ] |
| 2019年（令和元年） | 5,146            | [ 乗車人員データ 5 ] |
| 2020年（令和02年） | 3,927            | [ 乗車人員データ 6 ] |
| 2021年（令和03年） | 4,032            | [ 乗車人員データ 6 ] |

## 駅周辺
ここでは駅周辺の概ね徒歩10分圏に立地する施設について述べる。
1992年（平成4年）11月に宅地開発が着工されるまでは当駅周辺は山林であった。当駅周辺の開発構想は1973年（昭和48年）頃より存在したが、地権者の合意が得られず開発が一旦断念され、開発再開後も反対運動などの影響で開発が長期化、構想から30年を経た2003年（平成15年）11月に居住が始まっている。
はるひ野全域が住宅地として開発され、行政商業施設として計画された2区画のうち1区画が集合住宅に転用されたこともあり、南口前の行政商業施設区画に開業した大規模薬局と食品スーパーが入る「はるひ野ショッピングセンター」を除いて大規模な商業施設はない。
南口にははるひ野メディカルヴィレッジと呼ばれる小児科、内科、整形外科などの診療所と調剤薬局が入居する区画や、小学校と中学校が合築された 川崎市立はるひ野小学校・はるひ野中学校がある。当初学校の他幼稚園、消防署も駅周辺に誘致する計画であったが、2001年（平成13年）11月に川崎市から公益用地買取を拒否されたのち、数次の計画変更を経て2005年2月に市議会で学校建設が議決され、現位置にPFI方式ではるひ野小学校・はるひ野中学校が建設された。幼稚園は公立としては実現せず、私立の幼児園が南口近くに開業したほか、社会福祉法人運営の保育園2件が同じく南口にある。
駅北東を通る県道上麻生連光寺線沿いにはチェーン系飲食店などが並び、京王若葉台ゴルフ練習場も徒歩圏に立地するが、飲食店とも地番としては黒川に属する。県道上麻生連光寺線の坂を下り切った所に京王相模原線若葉台駅があり、北口より徒歩約10分。
- はるひ野ショッピングセンター：南口より徒歩約2分。
  - スーパークリシマはるひ野店
  - カワチ薬品はるひ野店
- ロピア若葉台店：北口より徒歩約15分。

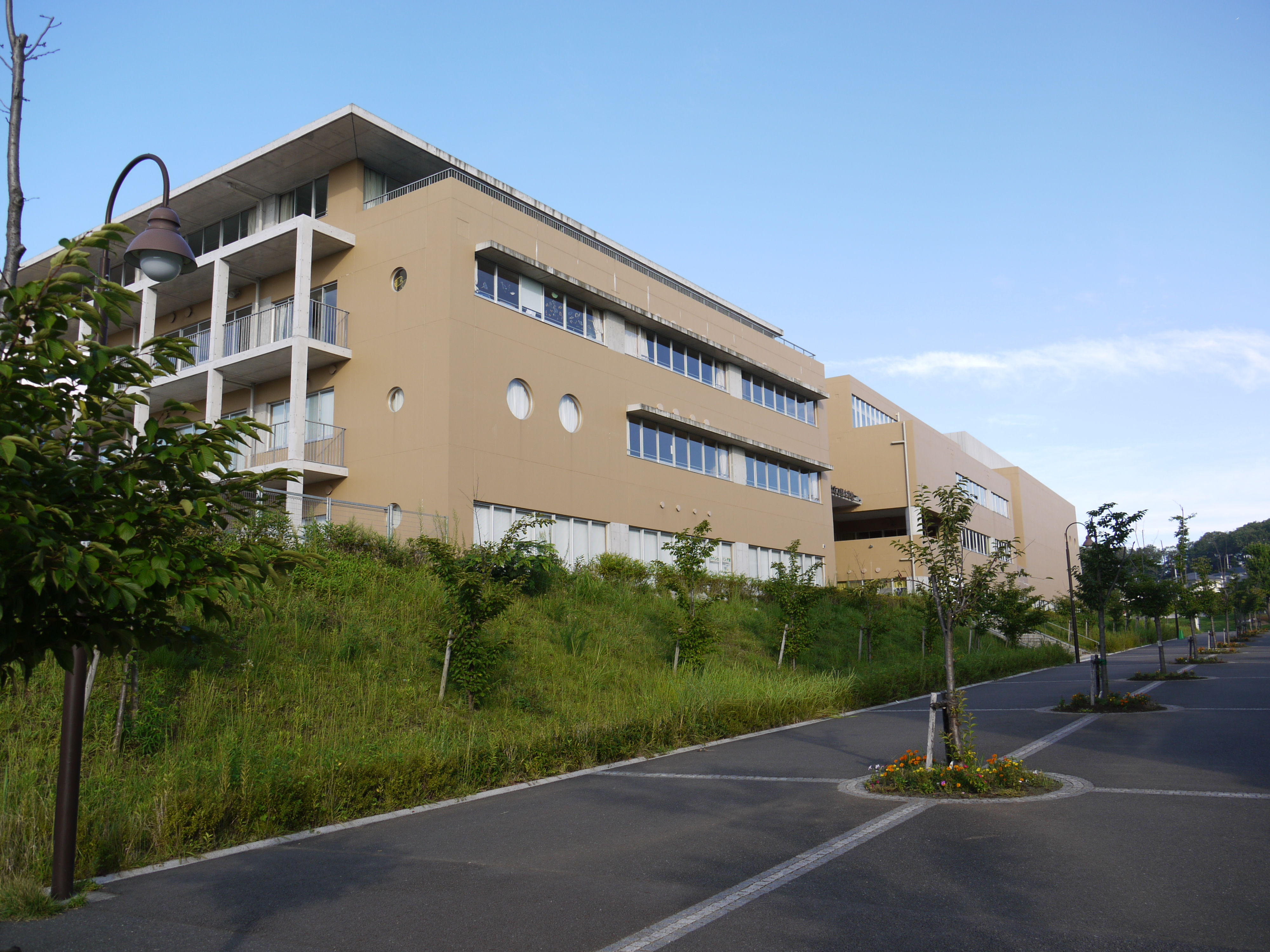
はるひ野小学校・はるひ野中学校（2012年9月）
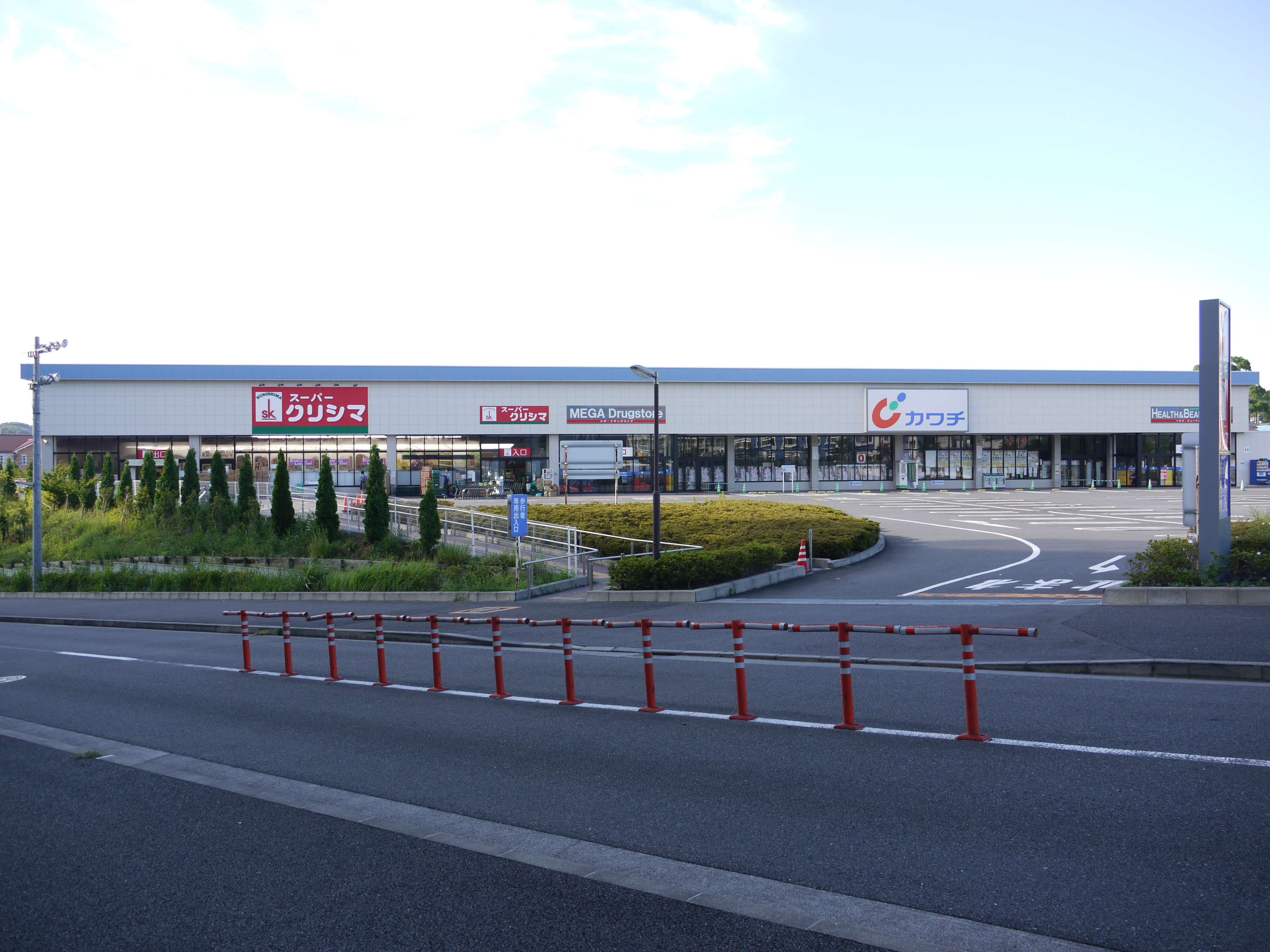
はるひ野ショッピングセンター（2012年9月）
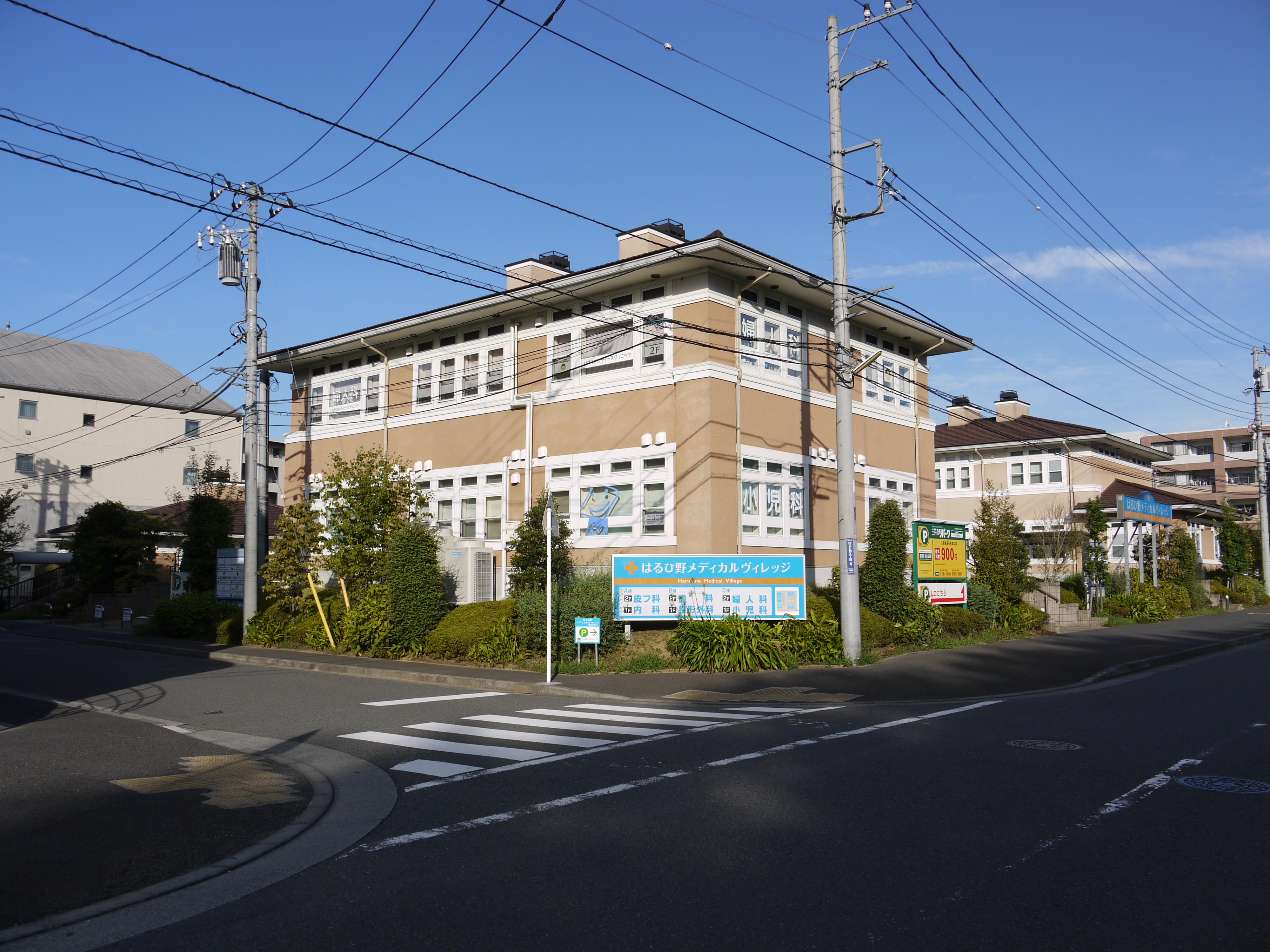
はるひ野メディカルヴィレッジ（2012年9月）
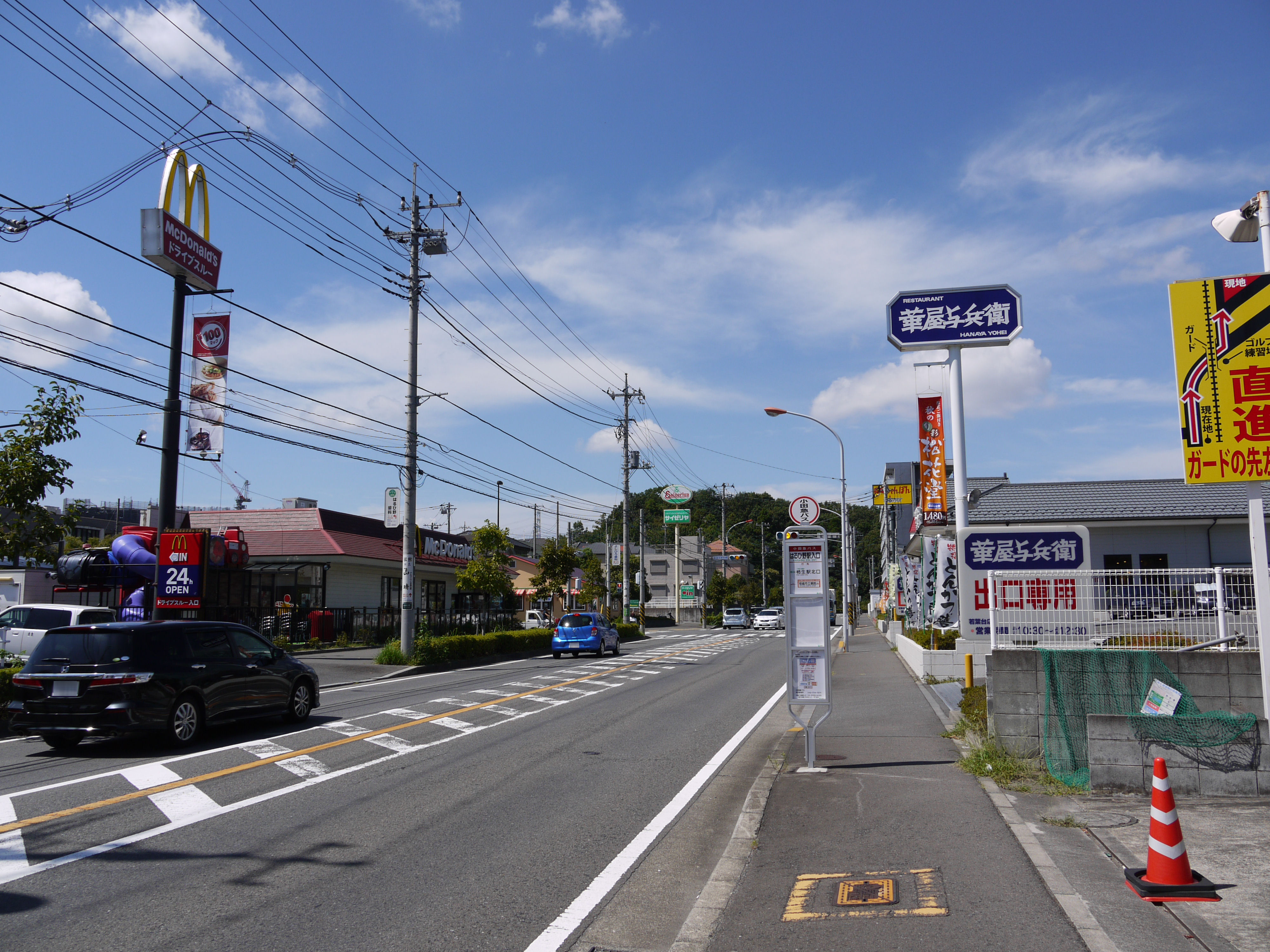
県道上麻生連光寺線沿いにある飲食店群（2012年9月）

## バス路線
バス停留所は前述の通り、当駅より徒歩約5分の県道137号上麻生連光寺線上に「はるひ野駅入口」バス停があり、駅前広場完成により南口駅前広場に「はるひ野駅」バス停が設置された。
「はるひ野駅」バス停には、小田急バスが運行する稲城市コミュニティバス「iバス」Cルート（平尾団地 - はるひ野駅 - 南多摩駅）が乗り入れている。「はるひ野駅入口」バス停には「iバス」Cルートと小田急バス 柿24系統（小田急バス新百合ヶ丘営業所#柿生線）が停車する。

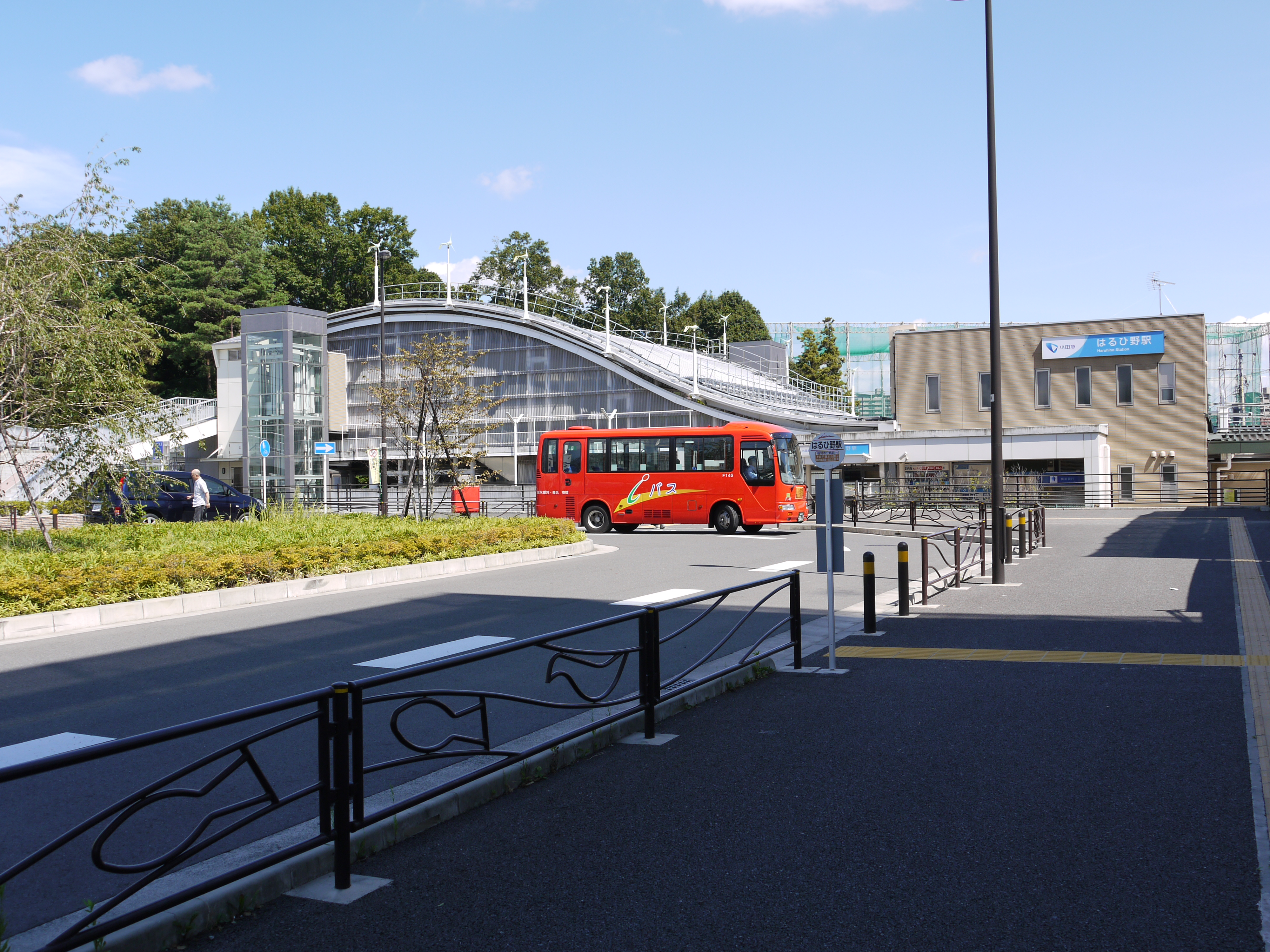
はるひ野駅南口に停車するiバス（2012年9月）。
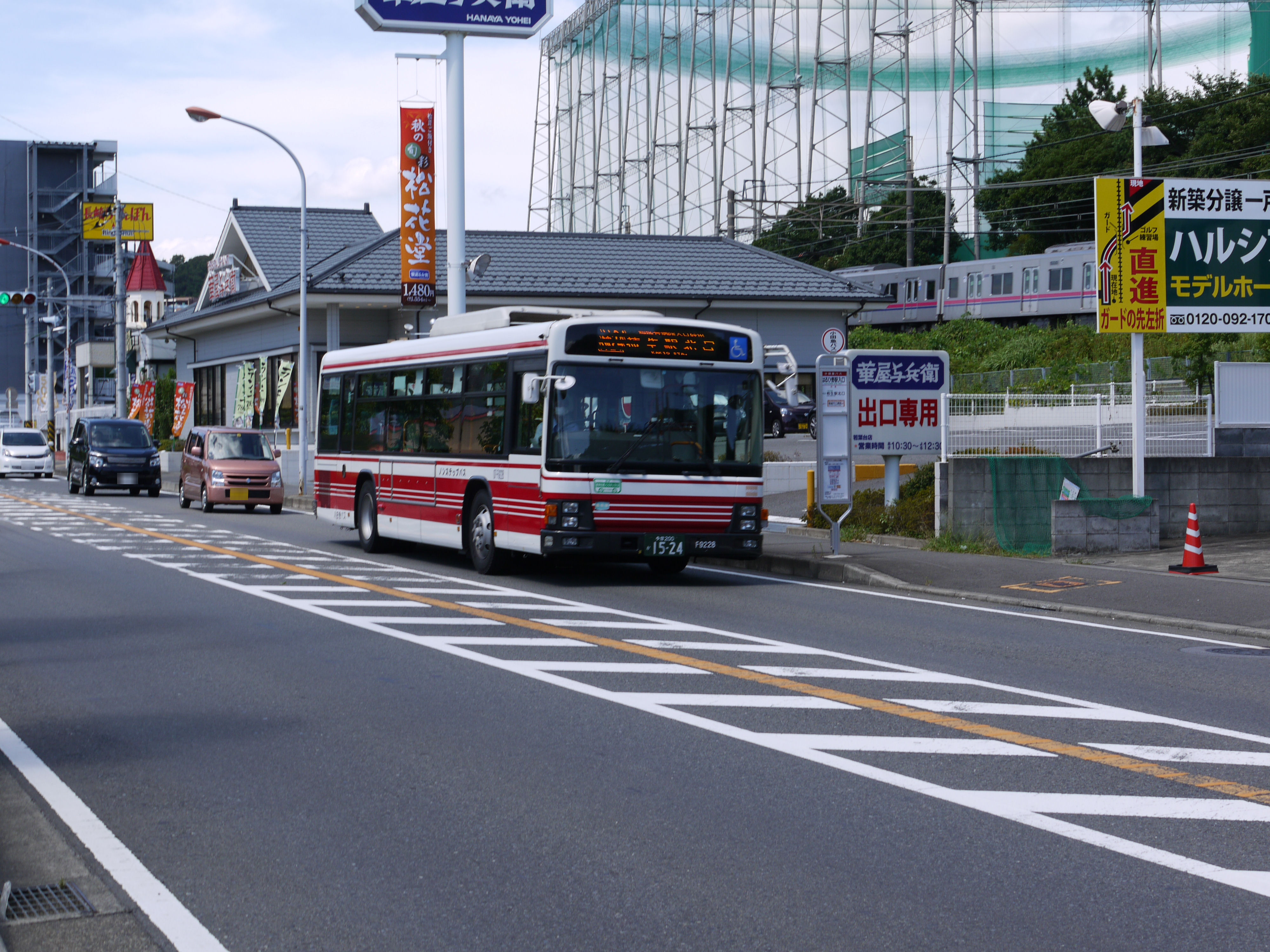
はるひ野駅入口バス停を通過する小田急バス 柿24系統（2012年9月）

## 隣の駅
小田急電鉄
 多摩線
■快速急行・□通勤急行
通過
■急行・■各駅停車
黒川駅 (OT 03) - はるひ野駅 (OT 04) - 小田急永山駅 (OT 05)